# Salah Abdeslam
Salah Abdeslam (Brussel, 15 september 1989) is een Franse terrorist die betrokken was bij de aanslagen in Parijs van november 2015 en bij een schietpartij in het Belgische Vorst op 15 maart 2016. Hij werd ook veroordeeld voor zijn betrokkenheid bij de aanslagen in Brussel op 22 maart 2016. Op 18 maart 2016 werd hij gearresteerd in Sint-Jans-Molenbeek.
Abdeslam heeft de Franse nationaliteit, een Marokkaanse achtergrond en groeide op in de Belgische gemeente Sint-Jans-Molenbeek, in het Brussels Hoofdstedelijk Gewest.

## Jeugdjaren
Abdeslam woonde aan metrostation Graaf van Vlaanderen in Sint-Jans-Molenbeek. Zijn vader had er een winkel in de buurt. Volgens de ex-verloofde van Abdeslam was hij niet religieus toen ze hem leerde kennen. Abdeslam werkte als elektromechanicus bij de MIVB, maar viel later zonder job. Volgens zijn ex-verloofde werd hij ontslagen wegens criminele feiten waardoor hij in de gevangenis belandde.

## Aanslagen
Abdeslam was een van de terroristen die de aanslagen op 13 november 2015 in Parijs en Saint-Denis voorbereidde. Hij was een van degenen die probeerden het Stade de France binnen te dringen met een bomgordel om daar een zelfmoordaanslag te plegen. Hij bevestigde dit na zijn arrestatie, waarbij hij verklaarde dat hij zich op het laatste moment had bedacht. In 2016 verklaarde zijn ex-verloofde in een interview dat Abdeslam zich liet meeslepen door IS-terrorist Abdelhamid Abaaoud.
Abdeslam was tevens betrokken bij een schietpartij op 15 maart 2016, na een inval van een onderzoeksteam in een pand in Vorst. Hierbij raakten drie agenten gewond en werd de Algerijnse terreurverdachte Mohamed Belkaid gedood. Abdeslam en zijn medeverdachte Sofien Ayari wisten te ontsnappen, maar werden drie dagen later gearresteerd in Molenbeek.

## Arrestatie
Op 18 maart 2016 werd Salah Abdeslam bij een groots opgezette antiterreuractie gearresteerd in een pand aan de Vierwindenstraat in Molenbeek, samen met vier anderen, onder wie een man die bekendstond onder de naam 'Amine Choukri'. Hierbij raakten Abdeslam en 'Choukri' lichtgewond (Abdeslam werd neergeschoten bij een vluchtpoging), waarna beiden korte tijd in het Brusselse Sint-Pietersziekenhuis werden verzorgd. De Belgische premier Michel en de Franse president Hollande gaven op de dag van de arrestatie een gezamenlijke persconferentie.
Volgens de Amerikaanse nieuwssite BuzzFeed heeft de technologische hulp van de Amerikaanse veiligheidsorganisatie NSA een cruciale rol gespeeld in het opsporen van Abdeslam. Dit zou zijn gebleken uit verklaringen van Belgische politie- en veiligheidsbronnen.

## Uitlevering aan Frankrijk
Frankrijk heeft de Belgische autoriteiten het verzoek gedaan tot het overleveren van Abdeslam. Abdeslam verzette zich daar aanvankelijk tegen, maar zijn advocaat Sven Mary gaf op 25 maart 2016 te kennen dat zijn cliënt juist zo snel mogelijk overgedragen wilde worden aan Frankrijk. In afwachting hiervan zat Abdeslam eerst vast in het Penitentiair Complex van Brugge. Later werd hij overgeplaatst naar Beveren, nadat zijn medeverdachte en mogelijke kompaan Mohamed Abrini naar Brugge was overgebracht. Justitie wilde niet dat de twee in contact met elkaar kwamen.
Op 27 april 2016 werd Abdeslam aan Frankrijk overgedragen. Nog diezelfde dag werd hij voorgeleid aan een Franse onderzoeksrechter. Hij werd opgesloten gevangen in Fleury-Mérogis, ten zuiden van Parijs. Het eerste inhoudelijke verhoor vond op 20 mei plaats; daarbij ging de verdachte echter niet in op vragen van de onderzoeksrechter.

## Belgisch onderzoek
Abdeslam is ondervraagd over zijn eventuele betrokkenheid bij of kennis over de aanslagen in Brussel die vier dagen na zijn arrestatie plaatsvonden, maar heeft geweigerd om hierover te spreken, zo verklaarde het Belgische OM. Zijn broer Mohammed Abdeslam, die hem op 1 april 2016 sprak in de Brugse gevangenis, zei dat Salah tegenover hem had gezegd niets met die aanslagen te maken te hebben. In augustus 2019 werd Abdeslam officieel in verdenking gesteld voor deelname aan terroristische activiteiten in het kader van de aanslagen van 22 maart 2016.
Volgens Fouad Ahidar heeft een Molenbeekse politieagent op 7 december 2015 aan de Mechelse politiecommissaris de schuilplaats van Abdeslam gerapporteerd, maar werd deze informatie als onbetrouwbaar terzijde geschoven. Hoe hij daar vier maanden ondergedoken kon blijven, is een van de vragen waarover de parlementaire onderzoekscommissie naar de aanslagen zich boog.
Op 12 oktober 2016 maakten Abdeslams advocaten Sven Mary en Frank Berton bekend dat zij hem niet langer verdedigden. De voornaamste reden was het categorische zwijgen van de verdachte, tegen gemaakte afspraken in.
In januari 2018 maakte de Franse radiozender France Inter melding van bevindingen van de technische recherche van onderzoek dat is gedaan op een laptop die door handlangers van Abdeslam in een prullenbak was gegooid in aanloop naar de aanslagen op de luchthaven van Zaventem in maart 2016. Daaruit bleek dat Abdeslam van plan was geweest ook aan die aanslagen deel te nemen. Tevens was uit de gereconstrueerde informatie op de computer op te maken dat hij bij de aanslag in Parijs, in weerwil van eerdere aannames, wel degelijk op het laatste moment de bomgordel tot ontsteking had willen brengen, maar dat deze door een technisch mankement niet afging.

## Belgisch strafproces voor moordpoging in Vorst
Abdeslam was betrokken bij een schietpartij op 15 maart 2016, na een inval van een onderzoeksteam in een pand in Vorst. Hierbij raakten drie agenten gewond en werd de Algerijnse terreurverdachte Mohamed Belkaid gedood. Abdeslam en zijn medeverdachte Sofien Ayari wisten te ontsnappen, maar werden drie dagen later gearresteerd in Molenbeek. Ongeacht het feit dat Abdeslam is uitgeleverd aan Frankrijk, werd deze rechtszaak in Brussel voortgezet.
Tijdens het proces werd Abdeslam beschuldigd van een poging tot politiemoord en eiste het openbaar ministerie twintig jaar gevangenisstraf. De advocaat van Abdeslam vroeg vrijspraak op grond van procedurefouten. Zelf verscheen Abdeslam op de tweede dag van het proces niet meer in de rechtbank. Zijn advocaat stelde dat de aanklacht niet ontvankelijk was vanwege een overtreding van de bepalingen over het gebruik van talen in de rechtszaal. De wetsbepalingen zouden ten onrechte niet in het Nederlands zijn opgegeven. Tijdens het eerste verhoor ontkende Abdeslam de beschuldiging. Zijn advocaat vond dat er geen redenen waren om hem te veroordelen voor een terroristisch misdrijf. In april 2018 werd Abdeslam veroordeeld tot twintig jaar gevangenisstraf.

## Strafproces in Parijs
Op 8 september 2021 begon het proces tegen twintig verdachten van betrokkenheid bij de aanslagen in Parijs, onder wie Salah Abdeslam. Het vond plaats voor het speciaal hof van assisen in Parijs.
Op 10 juni 2022 eiste het Franse Openbaar Ministerie een levenslange gevangenisstraf tegen Abdeslam, zonder kans op vervroegde vrijlating, vanwege actief lidmaatschap van een terreurbeweging, moord, poging tot moord en gijzeling. De uitspraak volgde op 29 juni 2022 en kende deze vordering toe. Abdeslam ging niet in beroep.

## Strafproces in Brussel
Op 12 september 2022 begon het assisenproces in Brussel tegen tien verdachten van betrokkenheid bij de terreuraanslagen van de luchthaven in Zaventem en de metro in Maalbeek op 22 maart 2016, onder wie Salah Abdeslam. Hij pleitte onschuldig omdat hij enkele dagen voor de aanslagen was gearresteerd en in de gevangenis zat. Op 25 juli 2023 werd Abdeslam over de hele lijn schuldig bevonden door een volksjury aan terroristische moord en moordpoging en aan lidmaatschap van een terroristische organisatie. Ondanks hij gevangen zat, achtte het hof bewezen dat hij weet had van de aanslagplannen en vastbesloten was die uit te voeren. In september volgt zijn strafmaat.

## Documentairereeks
In oktober 2021 verscheen bij de VPRO de documentairereeks Salah over Salah Abdeslam.